# Estandarte Unido de Darhan Muminggan
Bandeira ou Estandarte Unido de Darhan Muminggan  (Mongol: ᠳᠠᠷᠬᠠᠨ ᠮᠤᠤᠮᠢᠩᠭᠠᠨ ᠬᠣᠯᠪᠣᠭᠠᠲᠤ ᠬᠣᠰᠢᠭᠤ Дархан Муумянган холбоот хошуу Darqan Muumiŋɣan Qolboɣatu qosiɣu; chinês tradicional: 達爾罕茂明安聯合旗, chinês simplificado: 达尔罕茂明安联合旗, pinyin: Dá'ěrhǎn Màomíng'ān Liánhé Qí) é uma bandeira do centro-oeste da Mongólia Interior, República Popular da China. Está sob a administração da cidade de Baotou, 125 quilômetros (78 milhas) ao sul-sudoeste.

## Clima
Bandeira Darhan tem um clima semi-árido continental influenciado por monções (Köppen BSk), mal evitando a designação árida, com invernos muito frios e secos, verões quentes e um pouco úmidos e ventos fortes, especialmente na primavera.
| Dados climáticos para Darhan Banner (1971−2000) | Dados climáticos para Darhan Banner (1971−2000) | Dados climáticos para Darhan Banner (1971−2000) | Dados climáticos para Darhan Banner (1971−2000) | Dados climáticos para Darhan Banner (1971−2000) | Dados climáticos para Darhan Banner (1971−2000) | Dados climáticos para Darhan Banner (1971−2000) | Dados climáticos para Darhan Banner (1971−2000) | Dados climáticos para Darhan Banner (1971−2000) | Dados climáticos para Darhan Banner (1971−2000) | Dados climáticos para Darhan Banner (1971−2000) | Dados climáticos para Darhan Banner (1971−2000) | Dados climáticos para Darhan Banner (1971−2000) | Dados climáticos para Darhan Banner (1971−2000) |
| Mês                                             | Jan                                             | Fev                                             | Mar                                             | Abr                                             | Mai                                             | Jun                                             | Jul                                             | Ago                                             | Set                                             | Out                                             | Nov                                             | Dez                                             | Ano                                             |
| ----------------------------------------------- | ----------------------------------------------- | ----------------------------------------------- | ----------------------------------------------- | ----------------------------------------------- | ----------------------------------------------- | ----------------------------------------------- | ----------------------------------------------- | ----------------------------------------------- | ----------------------------------------------- | ----------------------------------------------- | ----------------------------------------------- | ----------------------------------------------- | ----------------------------------------------- |
| Média alta °C (°F)                              | −6.6 (20.1)                                     | −2.6 (27.3)                                     | 4.6 (40.3)                                      | 13.7 (56.7)                                     | 20.9 (69.6)                                     | 25.7 (78.3)                                     | 27.5 (81.5)                                     | 25.3 (77.5)                                     | 20.0 (68)                                       | 12.3 (54.1)                                     | 2.7 (36.9)                                      | −4.5 (23.9)                                     | 11.6 (52.9)                                     |
| Média baixa °C (°F)                             | −20.7 (−5.3)                                    | −17.4 (0.7)                                     | −9.7 (14.5)                                     | −1.3 (29.7)                                     | 5.9 (42.6)                                      | 11.5 (52.7)                                     | 14.8 (58.6)                                     | 12.9 (55.2)                                     | 6.3 (43.3)                                      | −1.4 (29.5)                                     | −10.3 (13.5)                                    | −17.6 (0.3)                                     | −2.2 (28)                                       |
| Média precipitação mm (pol.)                    | 2.1 (0.083)                                     | 3.1 (0.122)                                     | 4.5 (0.177)                                     | 6.6 (0.26)                                      | 16.1 (0.634)                                    | 32.7 (1.287)                                    | 72.1 (2.839)                                    | 70.9 (2.791)                                    | 27.6 (1.087)                                    | 14.0 (0.551)                                    | 4.4 (0.173)                                     | 1.9 (0.075)                                     | 256.0 (10.079)                                  |
| Média de dias de precipitação (≥ 0.1 mm)        | 3.5                                             | 3.7                                             | 4.0                                             | 3.9                                             | 5.0                                             | 8.3                                             | 12.7                                            | 11.8                                            | 6.5                                             | 4.1                                             | 4.0                                             | 3.4                                             | 70.9                                            |
| Média umidade relativa (%)                      | 58                                              | 52                                              | 42                                              | 32                                              | 33                                              | 41                                              | 54                                              | 60                                              | 52                                              | 50                                              | 54                                              | 58                                              | 48.8                                            |
| Média mensal horas de sol                       | 222.1                                           | 221.5                                           | 262.5                                           | 278.2                                           | 302.7                                           | 287.5                                           | 267.2                                           | 264.3                                           | 259.4                                           | 250.2                                           | 216.4                                           | 211.1                                           | 3 043,1                                         |
| Por cento luz do sol possível                   | 76                                              | 75                                              | 71                                              | 70                                              | 68                                              | 64                                              | 58                                              | 62                                              | 70                                              | 73                                              | 73                                              | 74                                              | 69                                              |
| Fonte: Administração Meteorológica da China     |                                                 |                                                 |                                                 |                                                 |                                                 |                                                 |                                                 |                                                 |                                                 |                                                 |                                                 |                                                 |                                                 |